# What Women Want
What Women Want er en amerikansk komediefilm fra 2000, instrueret af Nancy Meyers og med Mel Gibson og Helen Hunt i hovedrollerne.

## Handling
Reklamemanden Nick Marshall (Mel Gibson) har stor succes på sit arbejde, da Nick laver noget research på nogen kvindeprodukter sker der et uheld med en bizar effekt. Pludselig kan Nick høre alt hvad kvinder tænker og det udnytter han.

## Medvirkende
- Mel Gibson – Nick Marshall
- Helen Hunt- Darcy McGuire
- Marisa Tomei – Lola
- Alan Alda – Dan Wanamaker
- Judy Greer – Erin